# Mossfotblomfluga
Mossfotblomfluga (Platycheirus jaerensis) är en tvåvingeart som först beskrevs av Nielsen 1971.  Mossfotblomfluga ingår i släktet fotblomflugor, och familjen blomflugor.
Artens utbredningsområde är Norge. Arten är reproducerande i Sverige. Inga underarter finns listade i Catalogue of Life.